# Prisión de Mokotów
La Prisión de Mokotów (en polaco: Więzienie mokotowskie) también conocida como "Prisión de Rakowiecka" es una cárcel en el sector de Mokotów en Varsovia, la capital del país europeo de Polonia, situada en la calle 37 Rakowiecka. Fue construida por los rusos en los últimos años de las particiones extranjeras de Polonia. Durante la ocupación de la Alemana Nazi y más tarde, bajo el gobierno comunista, fue un lugar de detención, tortura y ejecución de la oposición política de Polonia y luchadores clandestinos. La prisión sigue funcionando, con presos en espera de juicio o sentencia, o aquellos que tienen condenas durante menos de un año.